# Балканская полёвка
Балканская полёвка (лат. Dinaromys bogdanovi) — является единственным представителем рода Dinaromys. Название рода в буквальном переводе означает «динарская мышь», и восходит к Динарским Альпам, к горам на балканском полуострове, где располагается большая часть ареала этого вида. Балканскую полёвку часто называют живым ископаемым, это единственный ныне живущий вид в трибе Pliomyini, и, возможно, лучше было бы поместить ее в Pliomys, род, установленный для ее ископаемых родственников еще до того, как балканская снежная полевка была научно описана.  Восемь подвидов этой полёвки были описаны из разных частей Балканских гор. 

## Распространение
Ареал этого вида находится в Боснии и Герцеговине, Хорватии, Северной Македонии, Черногории, Сербии. Возможно его присутствие будет доказано в горах Скардус-Пинд в Метохии, Албании и Греции. Когда-то этот вид имел более широкое распространение, об этом свидетельствуют плейстоценовые находки с территории Италии, Венгрии и Греции.

## Внутривидовая изменчивость
Географическая разобщенность и обособленность популяций приводит к тому, что балканская полёвка делится на восемь подвидов:
- D. b. bogdanovi
- D. b. coeruleus
- D. b. grebenscikovi
- D. b. korabensis
- D. b. longipedis
- D. b. marakovici
- D. b. preniensis
- D. b. trebevicensis

## Места обитания
Обитает в горах на высоте от 1300 до  2200 м над уровнем моря, крайне редко ниже 680 м. Живет исключительно в скалистых известняковых карстовых районах, обычно находят на лугах выше лесного пояса, реже в скалистых районах ниже верхней границы древесной растительности. Хотя экологическая ниша этого вида очень узкая, в некоторых местах балканская полёвка весьма распространена. Например, это самое обычное и широко распространенное млекопитающее Черногории.

## Описание
Длина тела от 90 до 152 мм, хвост от 74 до 119 мм, вес — 30—82 грамма. Хвост обычно больше половины тела, до 3/4 длины туловища. Шерсть густая, мягкая и относительно длинная. Шерстный покров на спине серо-коричневый, рыжевато-охристо- или голубовато-сероватый, брюшко обычно бледнее, часто серовато-белое. Стопы белые, хвост двухцветный — обычно темно-коричневый сверху и беловатый снизу. Хвост густо покрыт тонкими волосками, которые образуют на конце короткую жесткую тонкую кисточку длиной около 5-6 мм. Подошвы задних и передних конечностей голые, за исключением запястей и пяток. Большие уши плотно покрыты шерстью. Противокозелка нет.  Маленькие большие пальцы несут небольшие плоские когти. На других пальцах короткие острые когти примерно одинаковой длины на задних и передних лапах.
Верхняя линия профиля осевого черепа со слабым изломом на уровне основания скуловых дуг. Вдавления в межглазничной области нет. Орбиты средней величины. Задняя вырезка нижней челюсти глубокая, это делает её восходящую ветвь узкой. Вершина венечного отростка сильно не доходит до конца сочленовного. Относительная длина  M1 - примерно половины длины зубного ряда. На параконидном его отделе передняя непарная  широко-треугольная петля, иногда асимметрична из-за вытянутого назад наружного угла. Bulla tympani относительно велики и плоские.
Os penis имеет форму, типичную для Arvicolinae. Его длина 6,4 мм, основание - 3 мм.
Число хромосом 2n=56.

## Образ жизни
Питается зелеными частями растений. Круглый год ведёт ночной образ жизни, днем скрывается под камнями. Таяние снега и сильные весенние дожди вынуждают полевок перемещаться в более сухие убежища.  На зиму создает запасы сена. Живёт до четырех лет, возраст половой зрелости: два года, приносит 1-2 выводка в год - в марте и в июне. Срок второго выводка варьирует сильней, чем первого. В сухом 1946 году на горе Требович к югу от Сараево второго размножения вообще не было. Срок беременности около месяца. Выводок состоит из 1-3 крупных молодых. Молодые выходят на поверхность из гнезд в июле[какие?].

## Статус, угрозы и охрана
Балканская полёвка по оценке МСОП считается уязвимым видом.